# Wasserbillig (stacja kolejowa)
Wasserbillig – stacja kolejowa w Wasserbillig, w Luksemburgu. Znajdują się tu 2 perony.